# FiCom
Le FiCom ou fédération finlandaise des télécommunications et des technologies de l'information (finnois : Tietoliikenteen ja tietotekniikan keskusliitto), est un défenseur des intérêts et de la compétitivité de ses membres.

## Activités
Le FiCom agit en influençant la législation sur les télécommunications et les technologies de l'information. De plus, FiCom recueille et analyse des statistiques spécifiques à l'industrie, maintient une base de données de l'industrie et communique sur les problèmes actuels de l'industrie.
Le FiCom publie également, par exemple, les conditions générales de télécommunications, au moins celles de Telia, Elisa et DNA,,,. 

## Membres en 2019
- Cinia Group Oy
- Digita Oy
- DNA Oyj
- Elisa Oyj
- Ericsson
- Finnet-liitto
- Google Finland Oy
- HP Finland Oy
- Maxisat
- Microsoft Oy
- Nestor Cables Oy
- Rejlers Oy
- Relacom Oy
- Suomen Erillisverkot Oy
- Teleste
- Telia Finland Oy